# توفيق كريشان
 توفيق محمود باشا كريشان  (مواليد 8 شباط 1947 في معان) سياسي أردني شغل منصبي نائب رئيس الوزراء ووزير الإدارة المحلية في حكومة بشر الخصاونة منذ 12 تشرين الأول 2020 كما كان مكلف بإدارة وزارة الشؤون السياسية والبرلمانبة من 5 نيسان 2022 حتى 27 تشرين الأول 2022. حاصل على درجة البكالوريوس في المحاسبة وإدارة الأعمال من جامعة بيروت العربية.

## مسيرتة
عمل توفيق كريشان رئيسا لقسم المحاسبة في مصفاة البترول الأردنية، ثم قرر الترشح للانتخابات النيابية عام 1993، ليصبح عضواً في مجلس النواب الأردني، وهذه كانت بداية مسيرته السياسية، فبعدها تولى منصب وزير الشؤون البلدية والقروية والبيئة عام 1996 لأول مرة، و استلم هذه الوزارة أربعة مرات بعدها، وكان توفيق كريشان قد تولى منصب وزير الشؤون البرلمانية مرتين.
كان عضواً في مجلس الأعيان الأردني لثلاث مرات، 1997، 2001 و 2003، وللمرة الثانية قرر توفيق كريشان خاض الانتخابات عام 2007 ليصبح نائباً للمرة الثانية. وفي أواخر عام 2009 صدرت الإرادة الملكية بتعيين توفيق كريشان وزيراً للشؤون البرلمانية، ليصبح وزيراً للمرة السابعة والثالثة للشؤون البرلمانية وعضوا في مجلس الأعيان عام 2010. في يوليو 2011 تسلم منصب نائب رئيس الوزراء ووزير الشؤون البرلمانية. في آذار 2018، انتخب كريشان رئيساً لمجلس إدارة شركة توزيع الكهرباء الأردنية.

### الخبرات السابقة
- نائب رئيس الوزراء ووزير الشؤون البرلمانية 2011
- وزير الشؤون البرلمانيه 2010
- وزير الشؤون البلدية 2005
- وزير الشؤون البرلمانية 2003
- وزير الشؤون البلدية والبرلمانية 2000
- وزير للشؤون البلدية والقروية 1997
- وزير للشؤون البلدية والقروية والبيئة 1994
- رئيس قسم التوزيع في مصفاة البترول من 1973-1993
- عضو مجلس النواب 1993-1997
- عضو مجلس الأعيان 1997-2005
- عضو مجلس النواب 2007-2009
- عضو مجلس الاعيان الرابع والعشرون
- عضو مجلس الاعيان السادس والعشرون